# Antwerp Open
Antwerp Open byl pro-am turnaj ve snookeru v Belgii, který byl součástí malých turnajů Players Tour Championship (PTC).

## Historie
Antwerp Open se konal v letech 2011–2013 v Antverpách. V roce 2010 byl Players Tour Championship odstartován v Bruggách pod názvem Brugge Open, který vyhrál Shaun Murphy 4-2 nad Matthewem Couchem.
První titul z turnaje PTC Antwerp Open si odvezl Judd Trump, který ve finále porazil Ronnieho O'Sullivana 4-3. V roce 2012 zde vyhrál ve finále Mark Allen nad Markem Selbym 4-1. Poslední trofej z Antverp má Mark Selby, který zvítězil ve finále nad Ronniem O'Sullivanem 4-3. Judd Trump, který hrál proti Markovi Selbymu ve třetím kole, zde udělal break 147.
V roce 2014 byl turnaj odvolán z důvodu nedostatečné podpory ze strany sponzorů.

## Vítězové
| Rok  | Vítěz      | Poražený          | Skóre | Sezóna  |
| ---- | ---------- | ----------------- | ----- | ------- |
| 2011 | Judd Trump | Ronnie O'Sullivan | 4–3   | 2011/12 |
| 2012 | Mark Allen | Mark Selby        | 4–1   | 2012/13 |
| 2013 | Mark Selby | Ronnie O'Sullivan | 4–3   | 2013/14 |